# 女川町立女川小学校
女川町立女川小学校（おながわちょうりつ おながわしょうがっこう）は、宮城県牡鹿郡女川町にある公立小学校である。

## 概要
現在は、震災後に嵩上げ造成された、女川町の堀切山地区に立地する。
周辺には、JR石巻線の女川駅、宮城交通バス及び離島への定期船の発着地として交通の要所が近く、新庁舎が隣接する。
震災後、平成25年4月1日に、女川第一小学校、女川第二小学校、女川第四小学校を女川第二小学校で１つに再編・統合。
東日本大震災後は、町役場が被災したため、当時の中学校の敷地内に仮設庁舎と臨時災害放送局「おながわさいがいエフエム」が設置されていた。
令和2年8月23日、小学校と中学校が小中一貫校として新校舎落成式が行われ、供用開始された。

## 沿革

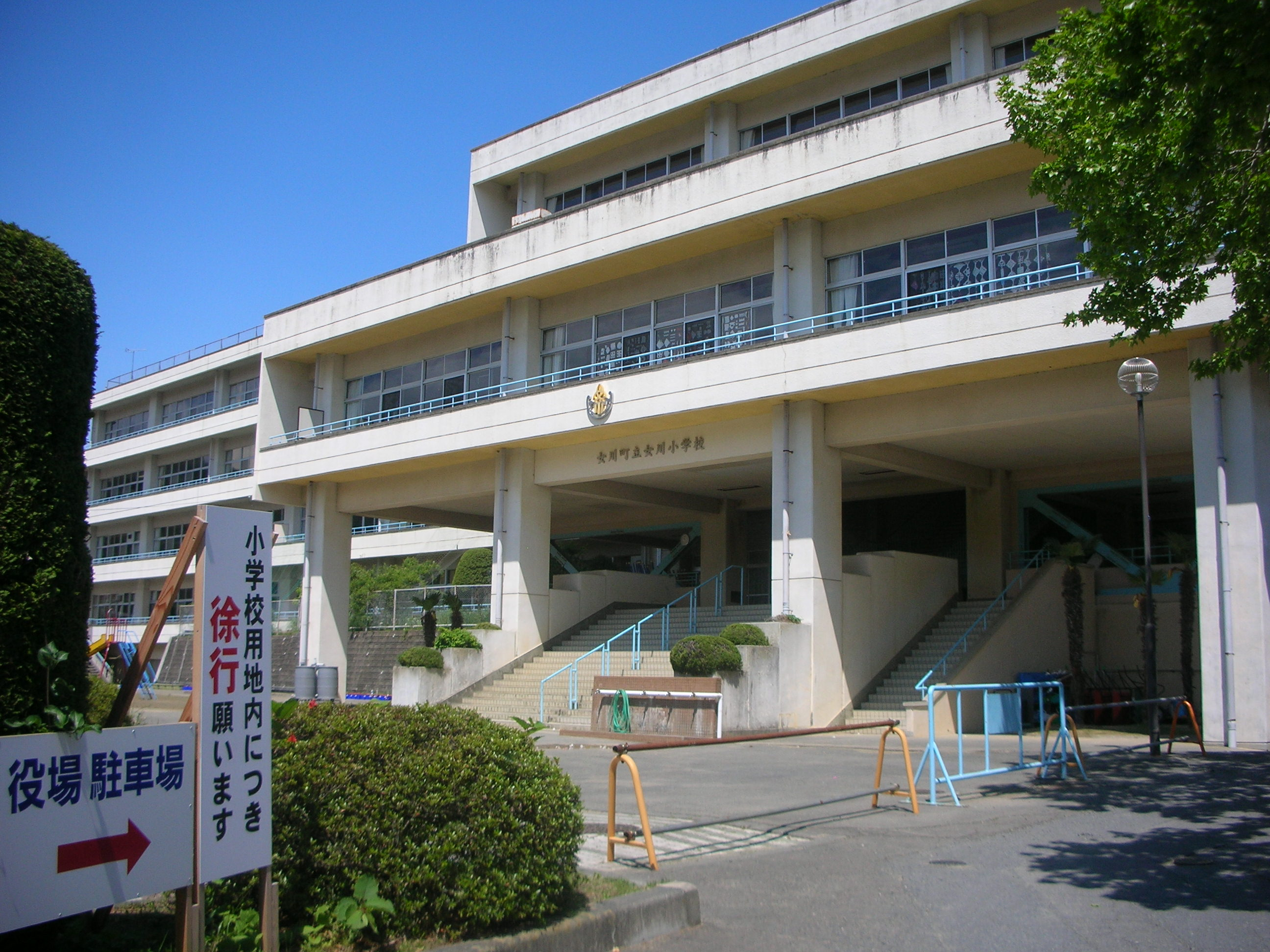
女川小学校旧校舎(女川第二小学校) 2015年

- 1873年（明治6年）　女川第一小学校開校。
- 1993年（平成5年）　女川町立女川第五小学校が閉校。
- 1997年（平成9年）　女川町立女川第一小学校高白分校が閉校。
- 1999年（平成11年）　女川町立女川第三小学校御前分校が閉校。
- 1999年（平成11年）　女川町立女川第六小学校塚浜分校が閉校。
- 2010年（平成22年）3月 - 女川町立第三小学校、第六小学校が閉校。
- 2011年（平成23年）3月11日 - 東日本大震災発生。
- 2013年（平成25年）3月 - 女川町立第一・第二・第四小学校が閉校。

以上、開校前
- 2013年（平成25年）4月1日 - 女川第二小学校に統合する形で女川小学校開校。
- 2013年（平成25年）5月15日 - 東日本大震災後に設立された宮城県女川町の臨時災害放送局女川さいがいFMを、ももいろクローバーZが訪問。出演後、女川小学校を訪問しサプライズライブを開催した。
- 2020年（令和2年）8月23日 - 女川町堀切山エリアに4階建て新校舎が供用開始。

## 女川町に存在した小学校
- 女川町立女川第一小学校 〒986-2231 宮城県牡鹿郡女川町浦宿浜字門前４

- 女川町立女川第一小学校高白分校 〒986-2226 牡鹿郡女川町高白浜字根浜４
- 女川町立女川第二小学校 〒986-2261 宮城県牡鹿郡女川町女川浜字大原３１０
- 女川町立女川第三小学校 〒986-2202 宮城県牡鹿郡女川町尾浦字尾浦１４５
- 女川町立女川第三小学校御前分校 〒986-2205 宮城県牡鹿郡女川町御前浜御前８２
- 女川町立女川第四小学校／女川町立女川第二中学校 〒986-2211 宮城県牡鹿郡女川町出島字合ノ浜５４番地の２
- 女川町立女川第五小学校／女川町立女川第三中学校 〒986-2212 宮城県牡鹿郡女川町江島字荒藪４０
- 女川町立女川第六小学校／女川町立女川第四中学校 〒986-2224 宮城県牡鹿郡女川町大石原浜字向３番地の１
- 女川町立女川第六小学校塚浜分校 〒986-2221 宮城県牡鹿郡女川町塚浜字塚浜７４

## 児童数の推移
| 平成21年 | 495 |  |
| 平成26年 | 251 |  |
| 平成31年 | 199 |  |

## 教育目標
- 命を大切にし、女川町を愛し、志をもって未来を拓く児童を育成する。

めざす児童像
- 思いやりのある子ども
- 進んで学ぶ子ども
- たくましい子ども

## 学区
女川町の全域を学区とする。

## 卒業生の進路
公立中学校の場合
- 女川町立女川中学校

## アクセス
- JR東日本
  - 女川駅（■石巻線）から徒歩で約5分、車で約3分。
- 高速道路
  - 三陸沿岸道路石巻河南ICから車で約30分